# Siejkowo
Siejkowo (deutsch Justusberg) ist ein Ort in der polnischen Woiwodschaft Ermland-Masuren und gehört zur Stadt- und Landgemeinde Ryn (Rhein) im Powiat Giżycki (Kreis Lötzen).

## Geographische Lage
Siejkowo liegt in der östlichen Mitte der Woiwodschaft Ermland-Masuren, 20 Kilometer südwestlich der Kreisstadt Giżycko (Lötzen) und vier Kilometer südöstlich der Stadt Ryn (Rhein).

## Geschichte
Der bis zum 8. Juni 1815 Abbau Brachvogel genannte kleine Gutsort wurde 1874 in den neu errichteten Amtsbezirk Lawken (polnisch Ławki) im Kreis Lötzen im Regierungsbezirk Gumbinnen (1905 bis 1945: Regierungsbezirk Allenstein) in der preußischen Provinz Ostpreußen eingegliedert. Im Jahre 1910 zählt der Ort 18 Einwohner.
Zwischen 1874 und 1913 war Justusberg dem Standesamt in Orlen (polnisch Orło), danach bis 1945 dem Standesamt in Rhein (Ryn) zugeordnet.
Aufgrund der Bestimmungen des Versailler Vertrags stimmte die Bevölkerung im Abstimmungsgebiet Allenstein, zu dem Justusberg gehörte, am 11. Juli 1920 über die weitere staatliche Zugehörigkeit zu Ostpreußen (und damit zu Deutschland) oder den Anschluss an Polen ab. In Justusberg stimmten 20 Einwohner für den Verbleib bei Ostpreußen, auf Polen entfielen keine Stimmen. Am 30. September 1928 verlor Justusberg seine Eigenständigkeit und wurde in die Landgemeinde Rübenzahl (polnisch Rybical) eingemeindet.
In Kriegsfolge kam Justusberg 1945 mit dem gesamten südlichen Ostpreußen zu Polen und erhielt den polnischen Namen „Siejkowo“. Heute ist es eine Ortschaft im Verbund der Stadt- und Landgemeinde Ryn (Rhein) im Powiat Giżycki (Kreis Lötzen), vor 1998 der Woiwodschaft Suwałki, seither der Woiwodschaft Ermland-Masuren zugehörig.

## Kirche
Bis 1945 war Justusberg in die Evangelische Pfarrkirche Rhein in der Kirchenprovinz Ostpreußen der Kirche der Altpreußischen Union und in die katholische Pfarrkirche St. Adalbert in Sensburg (polnisch Mrągowo) im Bistum Ermland eingepfarrt.
Heute gehört Siejkowo zur Evangelischen Pfarrkirche in Ryn in der Diözese Masuren der Evangelisch-Augsburgischen Kirche in Polen bzw. zur katholischen Kirche in Ławki (Lawken, 1938 bis 1945 Lauken), einer Filialkirche der Pfarrei in Ryn im Bistum Ełk (Lyck) der Römisch-katholischen Kirche in Polen.

## Verkehr
Siejkowo liegt verkehrsgünstig an der Woiwodschaftsstraße DW 642, die in Nord-Süd-Richtung den Powiat Giżycki (Kreis Lötzen) durchzieht und die Woiwodschaftsstraße DW 592 mit den Landesstraßen DK 59 und DK 16 verbindet.
Eine Bahnanbindung besteht nicht.